# Justo de Tiberíades
Justo de Tiberíades fue un autor e historiador judío que vivió en la segunda mitad del siglo I. Poco se sabe sobre su vida, excepto lo que fue contado por su adversario político y literario, Flavio Josefo. De él se conserva una brevísima biografía escrita por san Jerónimo en el capítulo catorce de su obra De Viris Illustribus.

## Vida y obra
Justo, hijo de Pisto,  nació en Tiberíades, una ciudad de Galilea fuertemente helenizada. Era un hombre erudito, próximo al tetrarca Herodes Agripa II y se convirtió en uno de los ciudadanos más importantes de su ciudad natal.
Durante la primera guerra judeo-romana (66-73 d. C.), entró en conflicto con Flavio Josefo, otro líder judío de Galilea. Cuando los romanos reconquistaron la región, Justo buscó el apoyo del tetrarca Herodes Agripa. Vespasiano, que lideraba las legiones romanas, pidió que Justo fuera ejecutado, pero Agripa lo rechazó y le impuso el castigo de prisión. El tetrarca llegó a emplearlo como su secretario, pero acabó prescindiendo de su servicio por no estar seguro de su fidelidad.

## Disputa con Flavio Josefo
Justo escribió una historia sobre la guerra en la cual acusaba a su eterno adversario, Flavio Josefo de responsabilidad en los problemas de la Galilea. También retrató a su antiguo maestro Herodes Agripa II de modo desfavorable, pero no llegó a publicar el texto hasta que el tetrarca hubo muerto. Justo también escribió una crónica del pueblo judío, de Moisés hasta Agripa II. De ambas solo sobrevivieron algunos fragmentos.
Flavio Josefo, el rival de Justo, criticó su relato sobre la guerra y defendió su propia conducta en su obra La vida de Josefo (o Autobiografía), de cuyos polémicos pasajes se han extraído la práctica totalidad de los detalles conocidos sobre la vida de Justo de Tiberíades.